# 鳴門町土佐泊浦
鳴門町土佐泊浦（なるとちょうとさどまりうら）は、徳島県鳴門市の大字。大毛島内に位置する。郵便番号は772-0053。

## 地理
鳴門市の東北部、大毛島の東半分を占める。島内の5つの集落（福池・大毛・黒山・大谷・土佐泊）を統括した大字である。東は鳴門海峡に、北は瀬戸内海に、西はウチノ海に、南は小鳴門海峡に面している。
海岸線を徳島県道11号鳴門公園線が通る。大鳴門橋の架橋工事は1976年（昭和51年）に着工されて、1985年（昭和60年）に完成した。
地内には鳴門公園を中心に大塚国際美術館・徳島県立大鳴門橋架橋記念館がある他、2000年（平成12年）には大鳴門橋の橋桁下部に渦の道が開設された。
字土佐泊の潮明寺には、「土佐日記」の紀貫之の「としごろをすみしところのなにしおへばきよるなみをもあはれとぞみる」の歌碑が慶応3年（1867年）に建てられている。

### 山岳
- 三ツ石山
- 大毛山
- 鳴門山
- 花見山

### 海洋
- 鳴門海峡
- 瀬戸内海
- ウチノ海
- 小鳴門海峡

島嶼
- 飛島
- 裸島
- 鍋島

### 小字
- 大毛
- 大谷
- 黒山
- 高砂
- 田ノ浦
- 土佐泊
- 福池
- 脇口

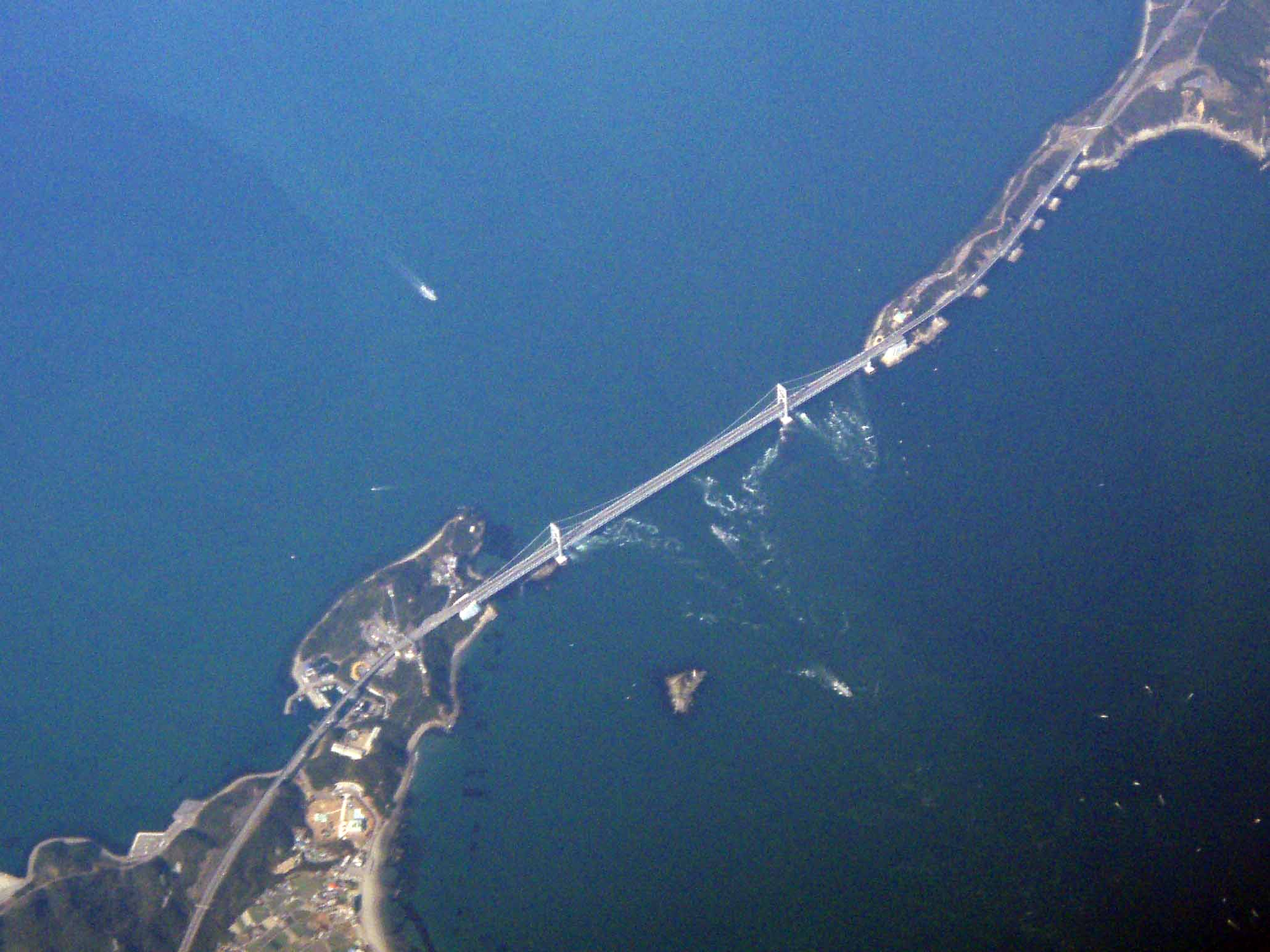
大鳴門橋の上空写真。左が土佐泊浦

## 歴史
江戸期から町村制の施行された1889年（明治22年）にかけては、板東郡および板野郡の村であった。寛文4年1664年）より板野郡に属す。1889年に同郡鳴門村、1940年（昭和15年）に鳴門町の大字となった。1947年（昭和22年）3月には鳴南市、同年5月より現在の鳴門市の字名となる。

## 世帯数と人口
2022年（令和4年）7月31日現在の世帯数と人口は以下の通りである。
| 町丁           | 世帯数  | 人口    |
| -------------- | ------- | ------- |
| 鳴門町土佐泊浦 | 664世帯 | 1,220人 |

## 小・中学校の学区
市立小・中学校に通う場合、学区は以下の通りとなる。
| 番地 | 小学校               | 中学校             |
| ---- | -------------------- | ------------------ |
| 全域 | 鳴門市立鳴門東小学校 | 鳴門市立鳴門中学校 |

## 交通

### 道路
高速道路
- 神戸淡路鳴門自動車道「鳴門北インターチェンジ」

都道府県道
- 徳島県道11号鳴門公園線
- 徳島県道183号亀浦港櫛木線（鳴門スカイライン）

## 施設
観光施設
- 鳴門公園
  - 徳島県立大鳴門橋架橋記念館
  - 大塚国際美術館
  - 相ヶ浜
  - エスカヒル鳴門
- 大鳴門橋
  - 渦の道
- 小鳴門橋
- 大毛海岸
- 千鳥ヶ浜
- 竜宮の磯
- 土佐泊城址 - 市指定史跡
- 潮明寺 - 新四国曼荼羅霊場4番札所
- 瓶浦神社

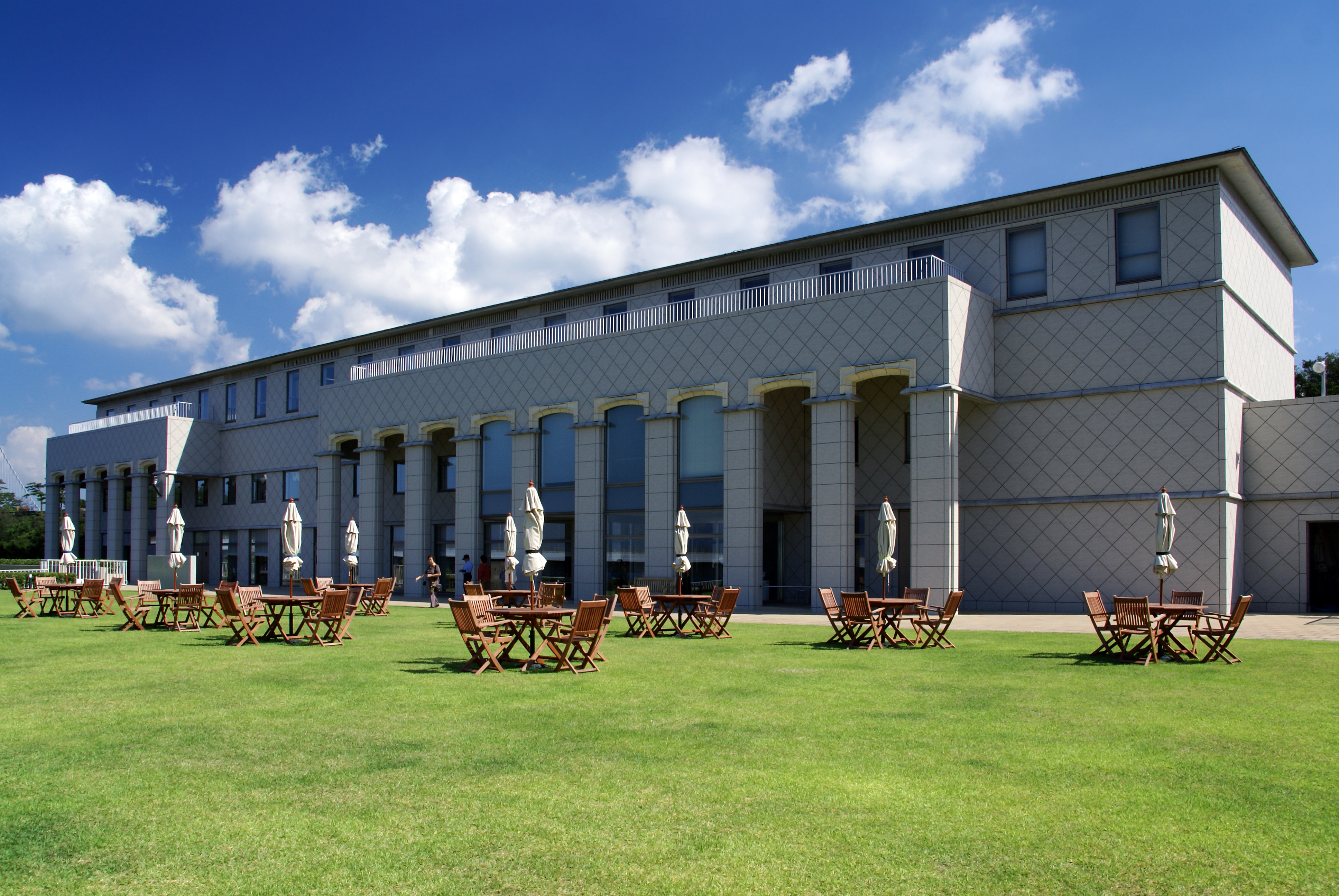
大塚国際美術館

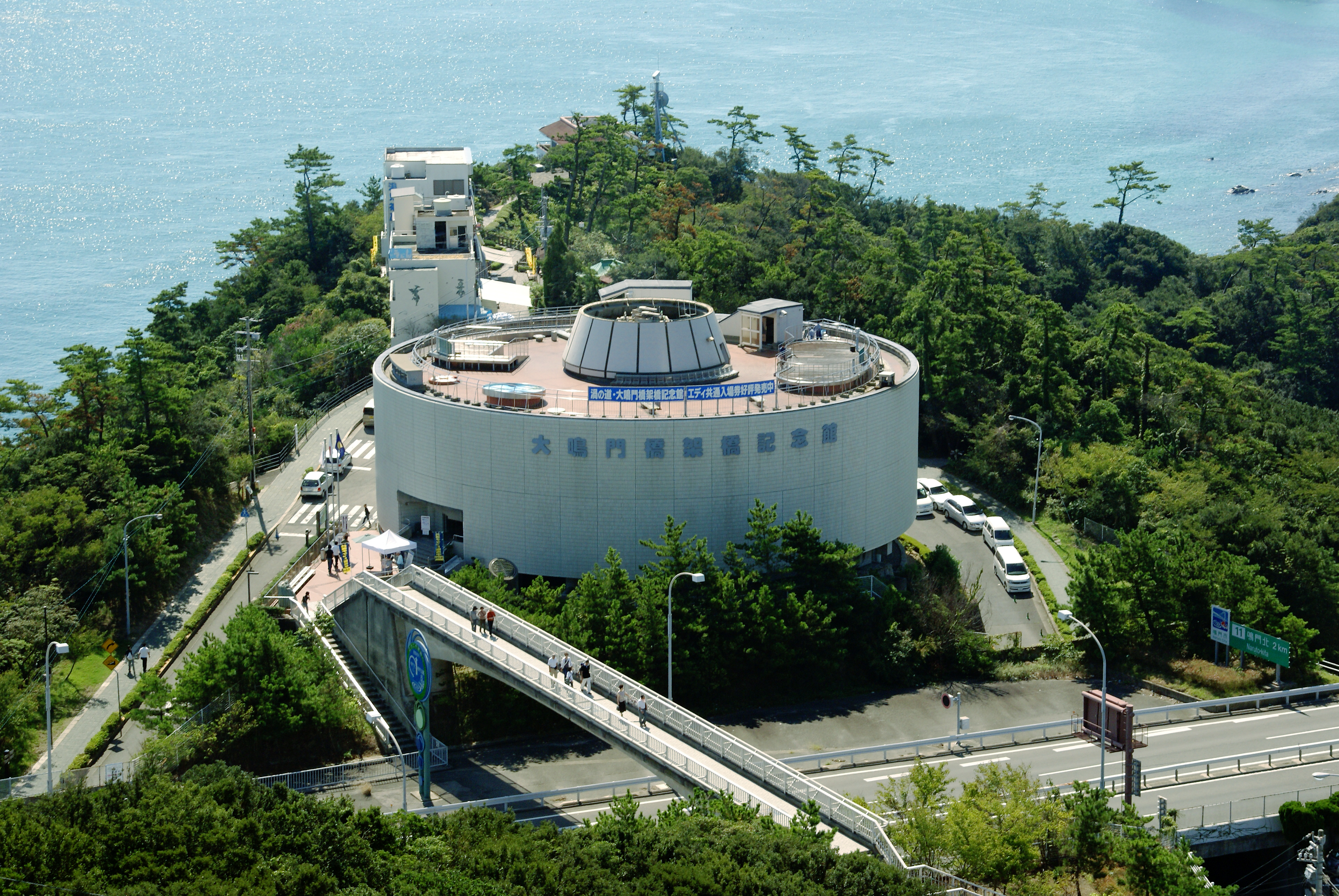
徳島県立大鳴門橋架橋記念館

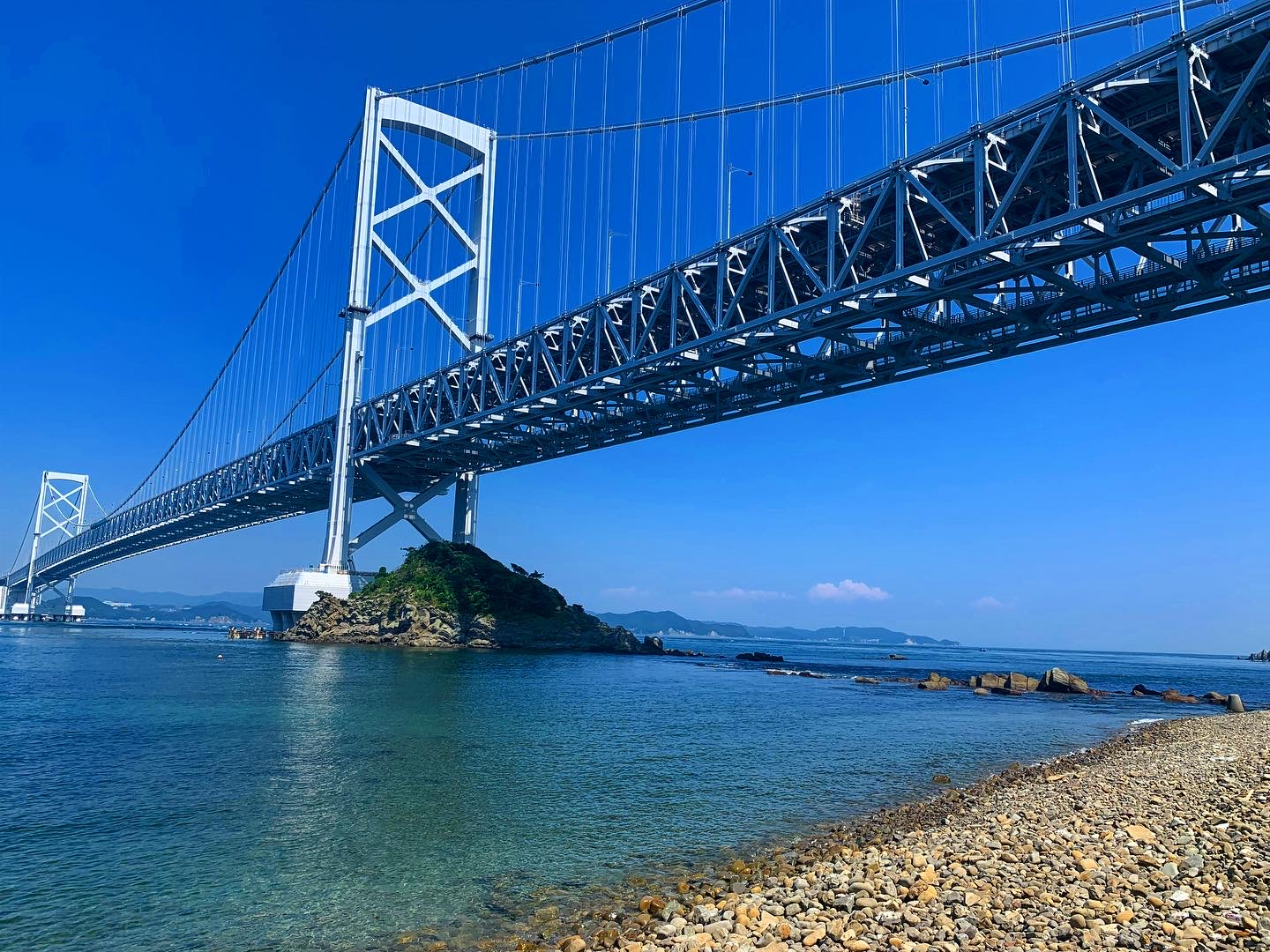
相ヶ浜と大鳴門橋

- 新羅神社 - 近くには小宰相局の墓がある。

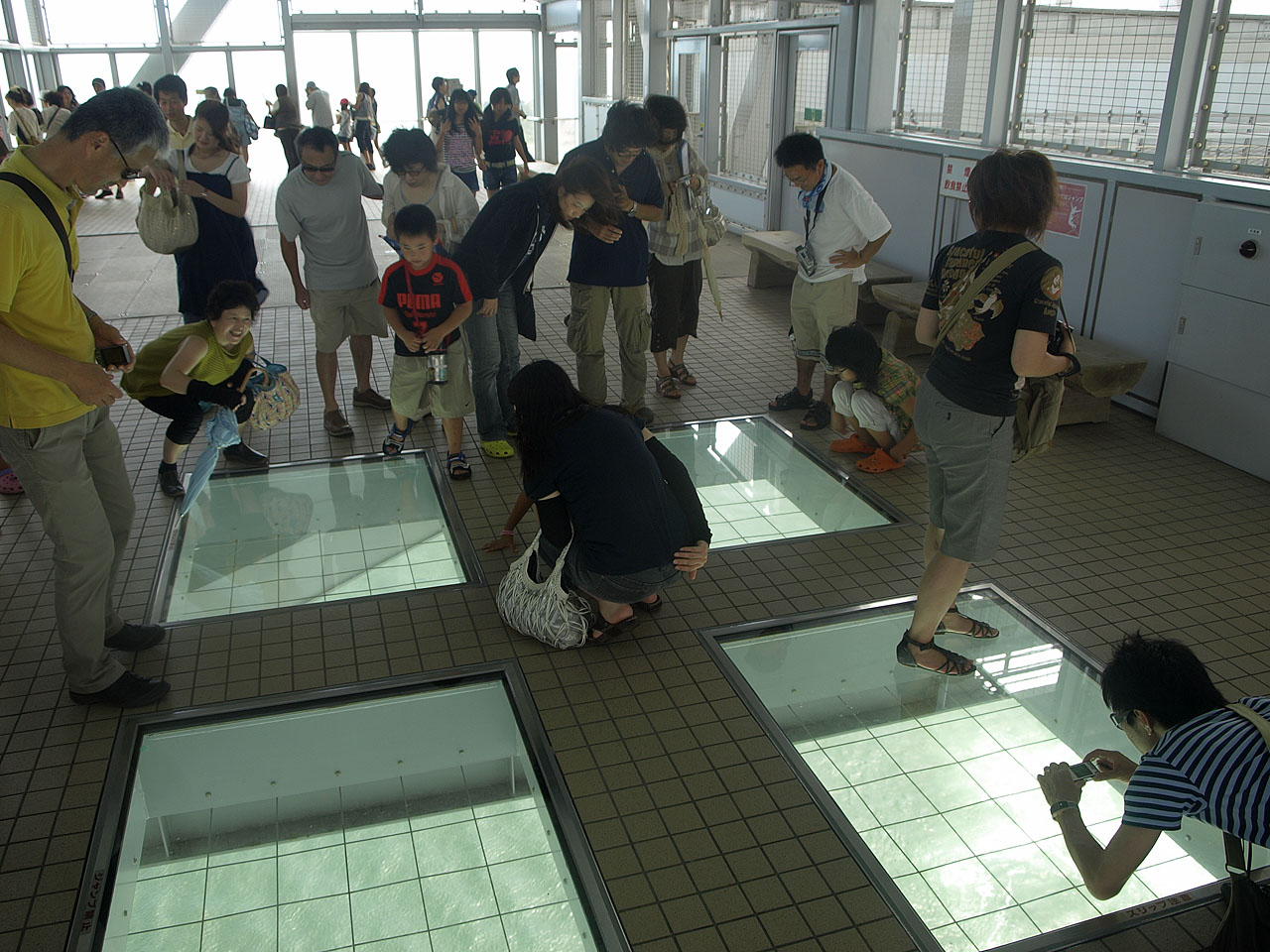
渦の道

宿泊施設
- アオアヲナルトリゾート

公共施設
- 鳴門市鳴門東小学校
- 南海病院附属准看護学院
- 南海病院

- 渦の道